# Каччукко

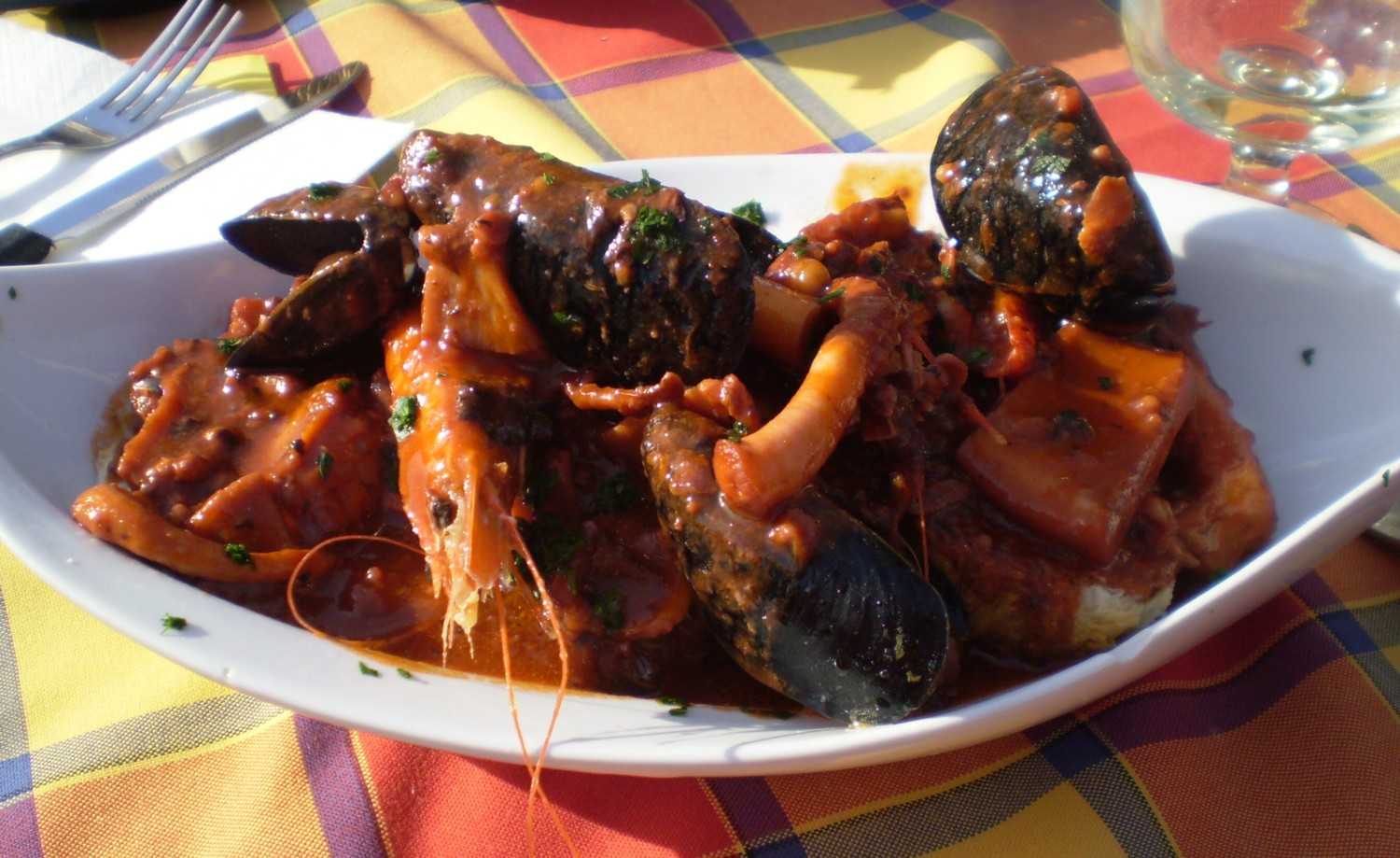
Каччукко по консистенции напоминает гуляш

Каччукко (также встречаются варианты качукко, каччуко, качуко; итал. cacciucco) — суп из морепродуктов, популярный в Ливорно (Тоскана). Как и все тосканские супы, по консистенции напоминает гуляш.
Первоначально каччукко готовили из любой рыбы и морепродуктов — в зависимости от улова (что характерно для портового города Ливорно). Есть несколько легенд о происхождении этого блюда: по одной из них его впервые сварила вдова погибшего рыбака, товарищи которого поделились с ней тем, чего было не жалко; по другой суп изобрёл смотритель маяка, которому запрещали жарить рыбу, поскольку масло было топливом для светильника.
Наиболее популярный вариант супа готовится на смеси рыбного бульона, красного вина и томатного соуса, в которую добавляются морепродукты (лангустины, мидии, небольшие осьминоги, кальмары, каракатицы) и рыба (например, скорпена, морской гребешок, морской петух, морской чёрт, дорада, зубатка, мурена, акула, морской угорь), причём традиционно считается, что в супе должно быть как минимум столько сортов рыбы, сколько букв «с» есть в названии супа, а именно — не меньше пяти.